# Prison sans barreaux
Pour plus de détails, voir Fiche technique et Distribution.
Prison sans barreaux est un film français réalisé par Léonide Moguy, sorti en 1938.

## Synopsis
Ce film raconte l'histoire de Nelly (Corinne Luchaire), jeune détenue rebelle au grand cœur, et d'Yvonne (Annie Ducaux), nouvellement promue directrice de maison de correction pour jeunes filles. Au début du film, Yvonne, jeune directrice aux méthodes novatrices, prend en charge la direction d'un établissement pénitentiaire pour jeunes filles situé dans les environs de Nice. Les sévices et autres brimades infligés aux pensionnaires par l'ancienne directrice et ses subordonnées ne font qu'envenimer la situation parmi les détenues. Ne supportant pas le traitement infligé à la pauvre Nelly, après une bagarre à la suite du déchargement d'un camion de charbon, Yvonne décide de faire appliquer sur-le-champ ses nouvelles méthodes « pédagogiques », ce qui a pour effet de rendre les détenues, la jeune Nelly en tête, plus calmes et civilisées.
Elle finit par se faire nommer « aide-soignante » dans l'infirmerie de la prison, et succombe vite au charme du docteur Guy Maréchal (Roger Duchesne), qui n'est autre que le fiancé d'Yvonne. Nelly, apprenant la liaison du médecin et d'Yvonne, choisit de ne pas dénoncer sa camarade Renée (Ginette Leclerc), laquelle a volé de l'alcool à l'infirmerie et s'est saoulée, non sans avoir semé la zizanie dans la prison. Par loyauté envers Yvonne qui n'est toujours pas au courant de sa liaison avec le docteur Maréchal, Nelly choisit de porter le chapeau pour le vol d'alcool. Mais Renée finit par tout avouer à Yvonne, qui choisit de pardonner à Nelly, et laisse partir son prétendant à Pondichéry sans elle. Tout ceci se conclut par la libération de la jeune Nelly, et conforte Yvonne dans ses méthodes humanistes de directrice de prison.

## Fiche technique
- Titre : Prison sans barreaux
- Réalisation : Léonide Moguy
- Assistant-réalisateur : Jacques Rémy
- Conseiller technique : Alexis Danan
- Scénario : Hans Wilhelm et Léonide Moguy[1]
- Adaptation : Hans Wilhelm et Alexis Danan[1]
- Dialogues : Henri Jeanson[1]
- Musique : Will Grosz et Roger Fernay
- Image : Maurice Pecqueux
- Cadreurs : Christian Matras et Claude Renoir
- Assistant-opérateur : Ernest Bourreaud
- Photographe de plateau : Emmanuel Lowenthal
- Montage : Borys Lewin
- Décors : Georges Wakhevitch
- Décorateur de plateau : Maurice Colasson
- Lieux de tournage : Studios de Saint-Laurent-du-Var[2]
- Producteur : Arnold Pressburger[1]
- Directeur de production : Michel Koustoff
- Société de production : C.I.P.R.A. - Compagnie Internationale de Productions et Réalisations Artistiques[1]
- Distribution : Films OSSO[1], puis C.P.L.F. Gaumont
- Pays de production :  France
- Format : Noir et blanc - 1,37:1 - Mono - 35 mm
- Genre : Comédie dramatique[3]
- Durée : 98 minutes[1],[3].
- Date de sortie : 
  - France : 18 février 1938 au cinéma « Max-Linder »[1]

## Distribution
- Annie Ducaux : Yvonne
- Roger Duchesne : le docteur Guy Maréchal
- Corinne Luchaire : Nelly
- Maximilienne : Mme Appel
- Marguerite Pierry : Mlle Pauline
- Ginette Leclerc : Renée
- Gisèle Préville : Alice
- Alice Cortot : Louise
- Marthe Mellot : Mme Renard
- Madeleine Suffel : la bonne
- Janine Guyon
- Nathalie Alexeeff
- Simone Chagnoux
- Irène Corday
- Annie France
- Hélène Helly
- Élina Labourdette
- Mady Made
- Liliane Mantel
- Nina Sinclair
- Irène Vinogradova

## Autour du film
- Une version anglaise, Prison Without Bars, a été réalisée en 1938 par Brian Desmond Hurst, avec Corinne Luchaire, Edna Best et Barry K. Barnes[3].
- Le film, soutenu par le ministre de l'Éducation nationale Jean Zay et récompensé par la Coupe du ministère de la culture populaire, sert la réforme judiciaire en faveur des mineurs que prône le journaliste Alexis Danan et que met en œuvre le Front populaire en réponse à plusieurs scandales de maltraitance institutionnelle, en particulier l'affaire de la « chasse à l'enfant » du bagne de Belle Île[4]. En revanche, le film de Marcel Carné La Fleur de l'âge, qui, sur le même sujet, se montre critique vis-à-vis de la société française et certainement pas apologétique vis-à-vis du pouvoir politique, est censuré dès août 1936, non pas par un franc refus de visa mais par la non délivrance de celui-ci[4].
- C'est en visionnant ce film que Raimu pris la décision d'imposer Ginette Leclerc dans la distribution  de La Femme du boulanger[5].